# Ducat de Fernandina
El Ducat de Fernandina és un títol espanyol d'origen napolità atorgat en dues ocasions durant el segle xvi que, actualment i després d'un llarg plet judicial, és vigent dins de la Casa de Medina Sidonia, per Alonso González de Gregorio y Viñamata, hereu de la casa ducal de Medina Sidonia. El ducat estenia la jurisidicció senyorial a la ciutat de Ferrandina, a la regió de la Basilicata; fins a l'any 1806, els ducs van exercir-hi el domini senyorial.
El 20 d'abril de 1505 Ferran el Catòlic va concedir el ducat i les terres de Ferrandina, a la regió de la Basilicata, a Berardino Castriota, comte de Cupertino des del 1496, en consideració als seus mèrits. El Ducat revertí de nou a la Corona aragonesa després de la mort sense descendència de l'única filla de Castriota.
García Álvarez de Toledo, marquès de Villafranca i militar destacat a Itàlia, virrei de Catalunya i de Sicília, així com membre del consell d'Estat de Felip II, va comprar l'estat i la dignitat ducal a la cambra règia de Nàpols el 8 de març de 1569, i el 17 de gener de 1573 el va vincular a Nàpols, afegint-lo al majorat de Villafranca, en virtut de Reial Facultat expedida a Madrid el 24 de desembre de 1569. Amb el pas del temps, el Ducat de Fernandina l'ostentava l'hereu de la Casa. El títol se succeí dins de la Casa i posteriorment quan aquesta s'incorporà a la de Medina Sidonia engruixí els títols d'una de les grans cases de la noblesa castellana.
L'any 1845 no es renovaren els drets successoris del títol i caigué en un llimb legal. L'any 1993, el títol fou restaurat per Pilar González de Gregorio y Álvarez de Toledo, filla de la duquessa de Medina Sidonia. Amb la restauració s'iniciaren les disputes legals entre Pilar i un net de la duquessa, que obtingué finalment l'ús legal del títol.
A la dècada de 1630 consta que els ducs de Fernandina i marquesos de Villafranca disposaven d'un palau prop del convent dels Àngels a Barcelona (vegeu fàbrica de productes químics de Joan Gualbert Subirà), assaltat durant el Corpus de Sang el 1640, que va acabar donant nom a l'actual carrer de Ferlandina.

## Ducs de Fernandina
|                                                   | Titular                                        | Període                               |                                       |
| Primera creació per Ferran II d'Aragó             | Primera creació per Ferran II d'Aragó          | Primera creació per Ferran II d'Aragó | Primera creació per Ferran II d'Aragó |
| ------------------------------------------------- | ---------------------------------------------- | ------------------------------------- | ------------------------------------- |
| I                                                 | Joan Granai Castriota                          | 1505-1514                             |                                       |
| II                                                | Maria Castriota                                | 1514-1548                             |                                       |
| Segona creació per Felip II d'Espanya             |                                                |                                       |                                       |
| I                                                 | García de Toledo Osorio (1514-1577)            | 1569-1577                             |                                       |
| II                                                | Pedro de Toledo Osorio                         | 1577-1627                             |                                       |
| III                                               | García Álvarez de Toledo y Mendoza (1579-1649) | 1627-1649                             |                                       |
| IV                                                | Fadrique de Toledo Osorio (1635-1705)          | 1649-1705                             |                                       |
| V                                                 | José Fadrique de Toledo Osorio                 | 1705-1728                             |                                       |
| VI                                                | Fadrique Vicente de Toledo Osorio              | 1728-1753                             |                                       |
| VII                                               | Antonio Álvarez de Toledo Osorio               | 1753-1733                             |                                       |
| VIII                                              | José Álvarez de Toledo Osorio                  | 1733-1796                             |                                       |
| IX                                                | Francisco de Borja Álvarez de Toledo y Gonzaga | 1796-1799                             |                                       |
| X                                                 | Fadrique Álvarez de Toledo y Palafox           | 1799-1816                             |                                       |
| XI                                                | Pedro de Alcántara Álvarez de Toledo y Palafox | 1816-1867                             |                                       |
| XII                                               | José Álvarez de Toledo y Silva                 | 1867-1900                             |                                       |
| XIII                                              | Joaquín Álvarez de Toledo y Caro               | 1900-1915                             |                                       |
| XIV                                               | Joaquín Álvarez de Toledo y Caro               | 1915-1955                             |                                       |
| Rehabilitació per part de Joan Carles I d'Espanya |                                                |                                       |                                       |
| XV                                                | Pilar González de Gregorio y Álvarez de Toledo | 1993-2012                             |                                       |
|                                                   | Rehabilitació per Felip VI                     |                                       |                                       |
|                                                   | Alonso González de Gregorio y Viñamata         | 2020-                                 |                                       |